# Negloides oceanitis
Negloides oceanitis är en fjärilsart som beskrevs av Louis Beethoven Prout 1931. Negloides oceanitis ingår i släktet Negloides och familjen mätare. Inga underarter finns listade i Catalogue of Life.